# Mononegavirales
Die Ordnung Mononegavirales ist ein Taxon für Viren, die nach der offiziellen Virus-Taxonomie folgende Familien umfasst:
- Familie Artoviridae

- Gattung Hexartovirus
- Gattung Peropuvirus (früher zu Nyamiviridae), mit Spezies Pillworm peropuvirus

- Familie Bornaviridae

- Gattung Carbovirus
- Gattung Cultervirus
- Gattung Orthobornavirus

- Familie Filoviridae

- Gattung Cuevavirus, mit Typusspezies Lloviu cuevavirus
- Gattung Dianlovirus
- Gattung Ebolavirus, mit Spezies Tai Forest ebolavirus und Typusspezies Zaire ebolavirus
- Gattung Marburgvirus, mit Typusspezies Marburg marburgvirus
- Gattung Striavirus
- Gattung Thamnovirus

- Familie Lispiviridae

- Gattung Arlivirus (inklusive der früheren Gattungen Wastrivirus  und Chengivirus/Chengtivirus, mit Spezies Wuchang arlivirus (Chengtivirus, Tick virus 6, TcTV-6), Tacheng arlivirus (Tacheng chengtivirus 6, TcTV-6) sowie Typusspezies Lishi arlivirus (Lishi spider virus 2, LsSV-2)

- Familie Mymonaviridae

- Gattung Hubramonavirus
- Gattung Sclerotimonavirus mit Typusspezies Sclerotinia sclerotimonavirus (Sclerotinia sclerotiorum negative-stranded RNA virus 1, SsNSRV-1)

- Familie Nyamaviridae

- Gattung Berhavirus, mit Spezies Echinoderm berhavirus
- Gattung Crustavirus (ehemals Crabvirus), mit Spezies Wenzhou crustavirus (WzCV-1)
- Gattung Nyavirus, mit Spezies Sierra nevada nyavirus
- Gattung Orinovirus
- Gattung Socyvirus
- Gattung Tapwovirus

- Familie Paramyxoviridae
- Familie Pneumoviridae
- Familie Rhabdoviridae
- Familie Sunviridae
- Familie Xinmoviridae
- keiner Gattung oder Familie zugeordnet:

- Spezies „Taastrup virus“ (TV), Filoviridae und Pneumoviridae nahestehend (Vorschlag)

Alle Vertreter dieser Ordnung haben ein einzelsträngiges (Mono-) RNA-Genom in negativ-Strang-Orientierung (-nega), das nicht segmentiert ist.